# Сергеј Игнашевич
Сергеј Николајевич Игнашевич (рус. Серге́й Никола́евич Игнаше́вич; Москва, 14. јул 1979) бивши је руски фудбалер који је током каријере играо на позицији одбрамбеног играча. Заслужни је Мајстор спорта Русије од 2005. године.
Целокупну играчку каријеру, која је трајала пуних 20 година, провео је играјући за руске клубове, највише за московски ЦСКА у ком је током четрнаест сезона одиграо 541 утакмицу у свим такмичењима и постигао 46 погодака. Шестоструки је првак Русије, седмороструки освајач националног купа и националног Суперкупа, освајач Купа УЕФА, освајач бронзане медаље на Европском првенству 2008. године. 
У дресу репрезентације Русије играо је на два светска и три европска првенства. За репрезентацију је одиграо 126 утакмица и постигао 8 погодака.